# 宮崎県自転車競技場
宮崎県自転車競技場（みやざきけん じてんしゃきょうぎじょう）は、宮崎県宮崎市大字熊野1143番地12に所在する自転車競技場。宮崎県総合運動公園内に位置する。
1979年の日本のふるさと宮崎国体・トラックレース開催のため、1978年3月完成。ホッケー場としての機能も有する。1周400m。